# Кастеламонте
Кастеламо̀нте (на италиански: Castellamonte; на пиемонтски: Castlamont, Кастъламонт) е град и община в Метрополен град Торино, регион Пиемонт, Северна Италия. Разположен е на 343 m надморска височина. Към 1 януари 2020 г. населението на общината е 9845 души, от които 1096 са чужди граждани.